# مانويلا روزاس
مانويلا روزاس (بالإسبانية: Manuela Rosas)‏ هي ناشِطة أرجنتينية، ولدت في 24 مايو 1818 في بوينس آيرس في الأرجنتين، وتوفيت في 17 سبتمبر 1898 في لندن في المملكة المتحدة.